# Radomer Sztyme
Radomer Sztyme (dosł. Głos Radomski) – żydowska gazeta wydawana w latach 1936–1937 w Radomiu.
Tygodnik ten był wydawany przez Lajzera Fiszmana i utrzymywał ponadpartyjny charakter. Fiszman chciał uczynić ten tytuł tygodnikiem kulturalnym, zamieszczał wiele informacji o literaturze i wydarzeniach kulturalnych, jednak nie sprostał konkurencji prasy kulturalnej z Warszawy.